# ناثان جونز
ناثان جونز (بالإنجليزية: Nathan Jones)‏ (28 مايو 1973 المملكة المتحدة - ) هو لاعب كرة قدم بريطاني.

## وصلات خارجية
ناثان جونز على موقع قاعدة بيانات كرة القدم.إي يو (الإنجليزية)
- ناثان جونز على موقع Soccerbase.com (لاعب) (الإنجليزية)
- ناثان جونز على موقع Soccerway.com (الإنجليزية)
- ناثان جونز على موقع عالم كرة القدم.نت (الإنجليزية)